# 열전 효과
열전 효과(Thermo-electric Effect)는 두 종류의 금속선을 접속해서 폐회로를 만들고 그 두 접합부를 서로 다른 온도로 유지하면 회로에 전류가 흐른다. 금속선의 조합에 의해서는 전류의 방향이 변한다. 이 현상은 1821년에 독일의 Seebeck이 실험적으로 발견한 것이므로 제벡효과라 한다. 제벡효과는 회로에 열기전력이 발생하는 것과 관련이 있는 것인데, 두 접합부의 온도차 △T가 작을 때 기전력은 △T에 비례한다. 또 반대로 두 종류의 금속선을 접속해서 전류를 흘리면 접점에서 주울열 이외의 열의 발생 및 흡수가 일어난다.
이 현상은 1834년에 프랑스의 Peltier에 의해 발견되었으므로 펠티에 효과라 한다. 펠티에 효과는 금속 내에 전류가 흐를 때 열류가 함께 흐르고, 양 금속에서 열류가 상등하지 않기 때문에 접속면에서 열의 발생 또는 흡수가 일어나는 것처럼 보인다고 해석되고 있다. 열의 발생과 흡수는 가역적이어서 한 쪽이 발열하면, 다른 쪽은 흡열하며 전류의 발생을 반대로 하면 열의 발생은 흡수로, 흡수는 발생으로 변한다.
그리고 한 종류의 금속선이라도 선에 온도차가 있으면 전류를 흘렸을 때 선 내에서 주울열 이외에 열의 발생 또는 흡수가 일어나는 것이 1851년 영국의 Thomson에 의해 발견되었으므로 이 현상을 톰슨효과라 한다. 열역학의 제1, 제2, 제3법칙을 사용하면 위의 세 가지 현상 사이에는 밀접한 관계가 있다는 것이 톰슨에 의해서 명백하게 밝혀졌다.

## 해설
두 종류의 금속선을 접속해서 폐회로를 만들고 그 두 접합부를 서로 다른 온도로 유지하면 회로에 전류가 흐른다. 금속선의 조합에 의해서는 전류의 방향이 변한다. 이 현상은 1821년에 독일의 Seebeck이 실험적으로 발견한 것이므로 제벡효과라 한다. 제벡효과는 회로에 열기전력이 발생하는 것과 관련이 있는 것인데, 두 접합부의 온도차 △T가 작을 때 기전력은 △T에 비례한다. 또 반대로 두 종류의 금속선을 접속해서 전류를 흘리면 접점에서 주울열 이외의 열의 발생 및 흡수가 일어난다.
이 현상은 1834년에 프랑스의 Peltier에 의해 발견되었으므로 펠티에 효과라 한다. 펠티에 효과는 금속 내에 전류가 흐를 때 열류가 함께 흐르고, 양 금속에서 열류가 상등하지 않기 때문에 접속면에서 열의 발생 또는 흡수가 일어나는 것처럼 보인다고 해석되고 있다. 열의 발생과 흡수는 가역적이어서 한 쪽이 발열하면, 다른 쪽은 흡열하며 전류의 발생을 반대로 하면 열의 발생은 흡수로, 흡수는 발생으로 변한다.
그리고 한 종류의 금속선이라도 선에 온도차가 있으면 전류를 흘렸을 때 선 내에서 주울열 이외에 열의 발생 또는 흡수가 일어나는 것이 1851년 영국의 Thomson에 의해 발견되었으므로 이 현상을 톰슨효과라 한다. 열역학의 제1, 제2, 제3법칙을 사용하면 위의 세 가지 현상 사이에는 밀접한 관계가 있다는 것이 톰슨에 의해서 명백하게 밝혀졌다.

## 제베크 효과
제베크 효과는 금속선 양쪽 끝을 접합하여 폐회로를 구성하고 한 접점에 열을 가하게 되면 두 접점에 온도차로 인해 생기는 전위차에 의해 전류가 흐르게 되는 현상이다.

## 펠티에 효과
펠티에 효과는 열전대에 전류를 흐르게 했을 때, 전류에 의해 발생하는 줄열 외에도 열전대의 각 접점에서 발열 혹은 흡열 작용이 일어난 현상을 말한다. 이렇게 두 금속의 접합점에서 한 쪽은 열이 발생하고, 다른 쪽은 열을 빼앗기는 현상을 이용하여 냉각도 할 수 있고, 가열도 할 수 있으며 이러한 특성 때문에 냉동기나 항온조 제작에 사용된다.

## 톰슨 효과
동일한 금속에서 부분적인 온도차가 있을 때 전류를 흘리면 발열 또는 흡열이 일어나는 현상을 말한다.
1. 부(-) Thomson 효과: 만약 저온에서 고온부로 전류 -> 흡열 ex)Pt,Ni,Fe
2. 정(+) Thomson 효과: 만약 고온에서 저온부로 전류 -> 발열 ex)Cu,Sb

## 같이 보기
- 열전냉각